# El búho ciego
El búho ciego (1937) (en persa: بوف کور Buf-e kur) es la mayor obra escrita en prosa de Sadeq Hedayat y una de las grandes obras literarias iraníes del siglo XX. Escrita originalmente en persa, se cuenta en esta obra la historia de un pintor que ve en sus macabras pesadillas que "la presencia de la muerte aniquila todo lo imaginario. Somos engendros de la muerte y la misma muerte nos libera de las ilusiones falsas y tentadoras de la vida; es la muerte la que nos guía para salir de las profundidades de la vida. Y si nos detenemos, lo hacemos para oír el llamado de la muertes... a lo largo de nuestras vidas el dedo de la muerte nos apunta." El narrador se dirige a su sombra, la que se asemeja a un búho y que oye sus confesiones.
En la versión inglesa, Iraj Bashiri comenta sobre la atmósfera de las obras de Hedayat. "La traducción y el análisis de la obra de Sadeq Hedayat consumió diez años de mi vida. Eso pasó hace ya veinte años. Es maravilloso ver cómo el tiempo cura lo que los Tiempos nos imponen. Si no fuera así, la vida misma sería la carga que Hedayat describe. Su mundo es un mundo oscuro cuando se está adentro. Ya una vez fuera continúa acosando por un tiempo. Al final, sin embargo, lo abandona a uno, si uno es capaz de abandonarlo."
Esta obra fue escrita durante la época de represión del gobierno de Reza Shah (1925—1941). Se publicó originalmente en Bombay durante la estadía de un año del autor en esa ciudad. En esa primera edición se imprimieron pocas copias y venían con una advertencia: "Prohibida su venta o publicación en Irán". 
Se publicó por primera vez en Teherán en 1941, luego de la abdicación del Shah.
La primera versión en español, traducida y anotada por Zara Behnam y Xoán Abeleira, fue publicada por la editorial madrileña Hiperión en 1992. 